# Isthmiade rugosifrons
Isthmiade rugosifrons là một loài bọ cánh cứng trong họ Cerambycidae.